# NGC 1262
NGC 1262 — спиральная галактика с перемычкой (тип по Вокулёру SAB(s)c), расположенная в созвездии Эридана. Открыта американским астрономом Фрэнком Ливенвортом 12 ноября 1885 года.

## Расстояние
Ранее NGC 1262 считалась наиболее удалённым объектом, включённым в Новый общий каталог. Сообщалось о красном смещении z = 0,116, что соответствовало бы времени прохождения света 1,5 миллиарда лет и физическому диаметру свыше 400 000 световых лет — в четыре раза больше диаметра Млечного Пути (100 000 световых лет). Однако, по мнению Джими Лоури, фотографические детали на снимке системы Pan-STARRS указывали на меньшее расстояние, поскольку объекты на расстоянии миллиарда световых лет обычно выглядят как слабые размытые пятна. 
В 2023 году Стивен Одеван из обсерватории Мак-Доналд, используя наблюдения Энн Айзекс из Миннесотского университета, полученные на 107-дюймовом телескопе Харлана Смита со спектрографом Virus-P, провёл уточнённые расчёты лучевой скорости галактики, что привело к пересмотру её статуса как самого далёкого объекта каталога NGC. Лучевая скорость NGC 1262 составляет 15 169 км/с, что соответствует красному смещению z = 0,0506. При постоянной Хаббла 69,6 км/(с · Мпк) расстояние до галактики составляет 218 Мпк (686 миллионов световых лет). 